# The Three Words to Remember in Dealing with the End
The Three Words to Remember in Dealing with the End è l'EP di debutto della band pop punk All Time Low. L'EP è stato pubblicato pubblicato nel 2004 dalla Emerald Moon Records con una tiratura di mille copie. La seconda traccia dell'album, The Next Best Thing, era presente anche nel demo All Time Low dell'anno precedente.
Le "tre parole" del titolo, secondo la band, possono essere sia "All Time Low" che "I love you" ("ti amo").

## Tracce
Testi e musiche di All Time Low.
1. Hit the Lights (Tribute to a Night, I'll Never Forget) – 3:34
2. The Next Best Thing – 3:23
3. Last Flight Home – 3:23
4. Memories That Fade Like Photographs – 4:38

Durata totale: 14:58

## Formazione
- Alex Gaskarth – voce, chitarra
- Jack Bassam Barakat – seconda voce, chitarra elettrica
- Zachary Steven Merrick – seconda voce, basso
- Robert Rian Dawson – batteria